# François-Joseph Talma
François-Joseph Talma (ur. 15 stycznia 1763 w Paryżu, zm. 19 października 1826 tamże) – francuski aktor teatralny.

## Życiorys
Od 1787 występował w paryskim teatrze Comédie-Française, a 1791–1799 w  Théâtre de la République (którego był współzałożycielem), po 1799 wrócił do występów w Comédie-Française. Był najsłynniejszym francuskim aktorem tragicznym w okresie rewolucji francuskiej 1789-1799 i I Cesarstwa Francuskiego, a także reformatorem wymowy scenicznej i kostiumu teatralnego. Grał role w dramatach Marie-Josepha Chéniera (Karol IX, Henryk VIII), Williama Shakespeare’a (Hamlet, Otello, Makbet), Corneille’a (Cyd), J.B. Racine’a (Neron – Brytanik) i Voltaire’a.